# Axel Tyll
Pour les articles homonymes, voir Tyll.
Axel Tyll est un footballeur est-allemand, né le 23 juillet 1953 à Magdebourg.

## Biographie
En tant que milieu, il fut international est-allemand à 4 reprises (1973-1975) pour 0 but.
Bien qu'il fit partie des joueurs pour les Jeux olympiques 1972, il ne joue aucun match, mais il remporte la médaille de bronze.
Il joua toute sa carrière dans le même club : le FC Magdebourg. Il remporta 3 championnats de RDA, 4 coupes de RDA et une Coupe d'Europe des vainqueurs de coupe de football en 1974, face au Milan AC.

## Clubs
- 1971-1983 :  FC Magdebourg

## Palmarès
- Championnat de RDA de football
  - Champion en 1972, en 1974 et en 1975
  - Vice-champion en 1977 et en 1978
- Jeux olympiques
  - Médaille de bronze en 1972
- Coupe d'Allemagne de l'Est de football
  - Vainqueur en 1973, en 1978, en 1979 et en 1983
- Coupe d'Europe des vainqueurs de coupe de football
  - Vainqueur en 1974